# Lizzano (Olaszország)
Lizzano község (comune) Olaszország Puglia régiójában, Taranto megyében.

## Fekvése
Taranto városától 24 km-re keletre fekszik a Murgia-fennsík lábainál, a Tarantói-öböl partján.

## Története
A település a 13. század elején alakult ki, habár a régészeti kutatások során görög és római leleteket is találtak. A legendák szerint Szicíliai Tankréd alapította, miután a feldúlt Leccéből menekülő nemesurak itt telepedtek le. A következő évszázadokban nemesi birtok volt. Önálló községgé a 19. század elején vált.

## Népessége
A népesség számának alakulása:

## Főbb látnivalói
- Castello Marchesale - a 16. század elején épült nemesi palota.
- Torre dell'Orologio (Óratorony) - 11-12. században épült.
- San Nicola-templom - a 14. században épült.
- San Pasquale Baylon-templom - a 18. században épült barokk stílusban.
- Marina di Lizzano - homokos tengerpart a városközponttól 5 km-re.